# 지코
지코(Zico, 본명: 우지호, 1992년 9월 14일 ~ )는 대한민국의 래퍼이자 작사가, 작곡가, 프로듀서이며, 대한민국의 보이 그룹 블락비의 리더, 메인래퍼를 맡고 있다. 5세대 보이그룹 보이넥스트도어 제작자.

## 학력
- 서울마포초등학교 (졸업)
- 동경한국학교 중등부 (졸업)
- 서울실용음악고등학교 (졸업)
- 동아방송예술대학교 공연예술계열 연극전공 (학사)
- 경희대학교대학원 포스트모던음악학과 (석사)

## 음반

### 음악 활동
- 2009년 아이유 - 마시멜로우 피쳐링
- 2010년 정슬기 - 주변인 피쳐링
- 2011년 버벌진트 - 원숭이띠 미혼남 피쳐링
- 2012년 제이켠 - Hot MC 피쳐링
- 2012년 JJK - Give & Take 피쳐링
- 2012년 긱스 - 숨이차 Remix 피쳐링
- 2012년 골든타임 OST - 오아시스 (With 피아)
- 2012년 페임제이 - 자존심 피쳐링
- 2012년 기리보이 - 계획적인 여자 피쳐링
- 2013년 효린 - 립스틱 짙게 바르고 피쳐링
- 2013년 Brilliant Is (With 스컬 & 하하, 긱스, 매드클라운, 스윙스, 더블 케이, 지조, 소울 다이브, 허경환, 김지민) (Feat. 길, 정인)
- 2014년 박보람 - 예뻐졌다 피쳐링
- 2014년 올티 - 그 XX 피쳐링
- 2014년 Tough Cookie (Feat. Don Mills)
- 2015년 육지담 - 밤샜지 프로듀싱
- 2015년 Well Done (Feat. Ja Mezz)
- 2015년 가면 OST - 아프다 (With 소진)
- 2015년 크러쉬 - Oasis 피쳐링
- 2015년 말해 Yes Or No (Feat. PENOMECO, The Quiett)
- 2015년 f(x) - Traveler 피쳐링
- 2015년 싱글 boys and girls
- 2015년 DEAN - 풀어 피쳐링
- 2015년 Dynamic Duo - 야유회 피쳐링
- 2015년 "Gallery" - 앨범 발매
- 2016년 "Break Up 2 Make Up"
- 2016년 김세정(구구단) - 꽃길 프로듀싱
- 2016년 BERMUDA TRIANGLE
- 2016년 킬라그램 어디 피처링
- 2017년 윤종신 - Wi-fi 피처링
- 2017년 싸이(PSY) - I LUV IT 프로듀싱
- 2017년 "TELEVISION" - 앨범 발매
- 2017년 쇼미더머니 - "요즘것들" 피처링
- 2017년 태양 (빅뱅) - "오늘 밤" 피쳐링
- 2018년 엘로 - "Osaka" 피쳐링
- 2018년 워너원(Wanna One) - “캥거루” 프로듀싱
- 2018년 "SoulMate" - 앨범 발매
- 2018년 크러쉬 - "cereal" 피처링
- 2018년 나플라 - "버클" 피처링
- 2018년 샘김 - "It's you" 피처링
- 2020년 아무노래 발매
- 2020년 지코 & 강다니엘 - "FOR THE LOVE OF 대한민국 by.펩시 콜라 발매

### 솔로 음반
- 믹스테이프 - ZICO On The Block
- 믹스테이프 - zico on the block 1.5
- 미니 앨범 - GALLERY
- 미니 앨범 - TELEVISION
- 스페셜 디지털 싱글 - Break Up 2 Make Up
- 스페셜 디지털 싱글 - SoulMate
- 정규 앨범 - THINKING
- 싱글 앨범 - 아무노래
- 미니 앨범 - RANDOM BOX (title song : summer hate(feat.비(Rain))
- 싱글 앨범 - 천둥벌거숭이

### 랩, 작사, 작곡 및 프로듀싱
- 블락비
  - "Do U Wanna B?" - Wanna B, 그대로 멈춰라!, 나만 이런거야?
  - "New Kids on the Block" - Halo, 가서 전해, U Hoo Hoo
  - "Welcome To The Block" - LOL, 난리나, 했어 안했어, 싱크로율 100%, Action
  - "‘Welcome To The Block’ Repackage" - 눈감아줄께
  - "Blockbuster" - 11:30, Interlude, 닐리리맘보, Mental Breaker, 장난없다 (No Joke), Movie's Over, 로맨틱하게
  - "Very Good" - Very Good, 빛이 되어줘, 언제 어디서 무엇을 어떻게 (박경 Solo), Nice Day
  - "HER" - 보기 드문 여자, HER, JACKPOT, 이제 날 안아요
  - "Toy" - 몇 년 후에, Toy, 사랑이었다
  - "MONTAGE" - Shall we Dance, My Zone
- 지코
  - "Tough Cookie" - Tough Cookie (Feat. 던밀스)
  - "she's a baby" - she's a baby
  - "gallery" - VENI VIDI VIDI, 유레카(Feat. Zion.t), 오만과 편견(Feat. 수란), 날(Feat. JTONG) , boys and girls (Feat. Babylon)
  - "TELEVISION" - 천재, Artist, Anti, FANXY CHILD(Feat. FANXY CHILD),She`s a Baby
- 오프로드
  - "Head Banging" - Head Banging
- 디유닛
  - "Affirmative Chapter.1" - 얼굴보고 얘기해
  - "Thank you" - Thank you
- 지코, 피아
  - "골든타임 Part.9 (MBC 월화드라마)" - 오아시스
- 박보람
  - "예뻐졌다" - 예뻐졌다 (Feat.ZICO)
- 크러쉬
  - "Oasis" - Oasis (Feat. ZICO)
- f(x)
  - "4 Walls - The 4th Album" - Traveler (Feat. ZICO)
- DEAN
  - "풀어 (Feat. 지코 (ZICO))" - 풀어 (Pour Up) (Feat. 지코 (ZICO)) 아무노래 feet.지코
  - "요즘것들 (Feat. 지코, DEAN) - 행주, 양홍원, 킬라그램, 해쉬 스완
- Dynamic Duo
  - "Grand Carnival" - 야유회 (Feat. ZICO)
- 싸이
  - "I LUV IT" - 싸이
- 김세정
  - "꽃길 (Feat. 지코(ZICO)) -김세정

## 출연 작품

### 방송
고정 출연
- 《스튜디오 C》 (2011년 ~ 2012년, SBS MTV)
- 《패션왕 코리아2》 (2014년, SBS MTV)
- 《Show Me The Money 4》 (2015년, Mnet) - 프로듀서
- 《꽃미남 브로맨스》 (2016년, MBig TV)
- 《더 콜라보레이션》 (2016년, SBS MTV)
- 《Show Me The Money 6》 (2017년, Mnet) - 프로듀서
- 《I-LAND》 (2020년, Mnet) - 프로듀서
- 《수학 없는 수학여행》 (2023년, SBS)
- 《더 시즌즈》 (2024년, KBS2) - 고정 MC

게스트 출연
- 《SNL》(2014년)
- 《동상이몽, 괜찮아 괜찮아》 (2015년 12월 26일, SBS) - 34회
- 《동상이몽, 괜찮아 괜찮아》 (2016년 1월 9일, SBS) - 36회
- 《능력자들》 (2016년 1월 29일, MBC) - 12회
- 《설날 특집 듀엣가요제》 (2016년 2월 8일, MBC)
- 《무한도전 - 힙합의 神 MC민지 편》 (2016년 3월 19일, MBC) - 472회
- 《해피투게더 - 형제특집 편》 (2016년 3월 24일, KBS 2TV) - 441회
- 《무한도전 - 퍼펙트 센스 두 번째 이야기 편》 (2016년 4월 9일, MBC) - 475회
- 《무한도전 - 캘리포니아 LA 특집 편》 (2016년 8월 13일, MBC) - 493회
- 《런닝맨 - 센터전쟁 편》 (2016년 5월 15일, SBS) - 299회
- 《무한도전 - 역사 X 힙합 프로젝트 - 위대한 유산 편》 (2016년 11월~12월, MBC) - 506회, 507회, 513회
- 《해피투게더 - 연예계 소문난 절친들 편》 (2017년 1월 5일, KBS 2TV) - 480회
- 《대화의 희열》 (2018년 9월 22일) - 3회
- 《라디오스타》(2014년,2016년,2018년)
- 《언프리티랩스타》 (2016년)
- 《아는형님》(2017년,2018년,2020년)
- 《런닝맨》(2020년 2회출연)
- 《놀면 뭐하니》(2020년)
- 《유희열의 스케치북》(2020년 2회출연)
- 《놀라운 토요일》(2020년,2024년)
- 《집대성》(2024년)

### 광고
- 2015년 NHN엔터테인먼트 페이코 (간편 결제 서비스)
- 2016년 영단기 (토익교육 브랜드)
- 2016년 비발디파크 오션월드 (워터파크)
- 2016년~2017년 블랙야크 아웃도어 (with 신세경)
- 2017년 에이션패션 폴햄 17S/S (with 이호정)
- 2017년 OB맥주 카스후레쉬
- 2017년 넷마블 펜타스톰 for kakao 게임 (with 송민호)
- 2018년 블리자드 데스티니 가디언즈
- 2019-2020년 스포츠의류 리복 모델
- 2020년 펩시(with.강다니엘)

### 홍보대사
- 2016년 청소년 금연문화 홍보대사
- 2019년 서울시 홍보대사

## 수상 내역
- 2014년 MBC 방송연예대상 뮤직토크쇼부문 인기상
- 2016년 제5회 가온차트 뮤직 어워즈 올해의 가수상 음원부문 11월
- 2016년 제8회 멜론 뮤직 어워드 TOP10
- 2016년 제8회 멜론 뮤직 어워드 핫트렌드상
- 2016년 제8회 멜론 뮤직 어워드 뮤직스타일상 랩/힙합 부문
- 2016년 제18회 엠넷 아시안 뮤직 어워즈 남자 가수상
- 2017년 제31회 골든디스크 디지털음원부문 본상
- 2017년 제2회 아시아 아티스트 어워즈 베스트 스타상
- 2017년 제19회 엠넷 아시안 뮤직 어워즈 남자 가수상
- 2017년 제26회 하이원 서울가요대상 본상
- 2018년 제3회 아시아 아티스트 어워즈 베스트 뮤지션상
- 2018년 제20회 엠넷 아시안 뮤직 어워즈 베스트 힙합 & 어반 뮤직
- 2019년 제4회 아시아 아티스트 어워즈 베스트 프로듀서 상
- 2020년 제34회 골든디스크 베스트 R&B 힙합 부문 수상
- 2020년 제12회 멜론 뮤직 어워드 TOP10
- 2020년 제22회 엠넷 아시안 뮤직 어워드 베스트 힙합 & 어반 뮤직
- 2021년 제35회 골든디스크 디지털음원부문 본상
- 2021년 제35회 골든디스크 트렌드 오브 더 이어
- 2021년 제10회 가온차트 뮤직 어워즈 디지털음원부문 올해의 가수상 1월
- 2021년 제10회 가온차트 뮤직 어워즈 디지털음원부문 올해의 가수상 7월
- 2022년 엠넷 아시안 뮤직 어워즈 글로벌 뮤직 트렌드 리더상
- 2023년 제32회 하이원 서울가요대상 본상
- 2024년 2024 K월드 드림 어워즈 K월드 드림 베스트 음원상
- 2024년 엠넷 아시안 뮤직 어워즈 베스트 랩 & 힙합상
- 2024년 엠넷 아시안 뮤직 어워즈 베스트 컬래버레이션상
- 2024년 KBS 연예대상 쇼&버라이어티 부문 남자 신인상

### 가요 프로그램 1위
| 연도             | 수상 내역 (총 15회) |
| ---------------- | --- |
| 2015년 (총 1회)  | - Boys And Girls (총 1회) - 11월 15일 SBS 《인기가요》 1위 |
| 2016년 (총 1회)  | - BERMUDA TRIANGLE (Feat. Crush, DEAN) (총 1회) - 12월 11일 SBS 《인기가요》 1위 |
| 2018년 (총 1회)  | - SoulMate (Feat. 아이유) (총 1회) - 8월 12일 SBS 《인기가요》 1위 |
| 2020년 (총 10회) | - 아무노래 (총 10회) - 1월 26일 SBS 《인기가요》 1위 - 1월 31일 KBS 《뮤직뱅크》 K-Chart 1위 - 2월 1일 MBC 《쇼 음악중심》 1위 - 2월 2일 SBS 《인기가요》 1위 (2주 연속) - 2월 7일 KBS 《뮤직뱅크》 K-Chart 1위 (2주 연속) - 2월 8일 MBC 《쇼 음악중심》 1위 (2주 연속) - 2월 9일 SBS 《인기가요》 1위 (3주 연속) - 2월 15일 MBC 《쇼 음악중심》 1위 (3주 연속) - 2월 21일 KBS 《뮤직뱅크》 K-Chart 1위 (트리플 크라운) - 2월 22일 MBC 《쇼 음악중심》 1위 (4주 연속) |
| 2024년 (총 2회)  | - SPOT! (Feat. JENNIE of BLACKPINK) (총 2회) - 5월 12일 SBS 《인기가요》 1위 - 5월 19일 SBS 《인기가요》 1위 (2주 연속) |